# Lampropeltis extenuata
Lampropeltis extenuata är en ormart som beskrevs av Brown 1890. Lampropeltis extenuata ingår i släktet Lampropeltis och familjen snokar. Inga underarter finns listade i Catalogue of Life.
Arten förekommer i centrala Florida. Utbredningsområdets nordvästra gräns utgörs av floden Suwannee. Habitatet utgörs av ganska torra landskap där eken Quercus laevis och tallen Pinus palustris är dominerande. Denna orm besöker även buskskogar och angränsande fuktiga ställen som är täckta av vitmossor. Individerna gräver ofta i lövskiktet och i det översta jordlagret. Honor lägger ägg.
Landskapets omvandling till jordbruksmark och förändringar av buskskogar hotar beståndet. IUCN kategoriserar arten globalt som nära hotad.